# Epoöforon
Het epoöforon (meervoud: epoöfora) of het parovarium; is een overblijfsel van de gangen van Wolff die naast het ovarium en de eileider te vinden is. In de meeste gevallen verdwijnen de gangen van Wolff, maar soms kunnen insluitsels, zoals het epoöforon en paroöforon achter blijven.
Het kan 10–15 transversale kleine gangen bevatten die naar de gang van Gartner leiden.
Het epooforon is homoloog met de bijbal bij de man.
Terwijl het epoöforon zich in het laterale deel van de mesosalpinx en de brede moederband (ligamentum latum uteri) zit, ligt het paroöforon (het resterende overblijfsel van dat deel van de gangen van Wolff dat bij de man de paradidymis vormt) meer mediaal in de mesosalpinx. De mesosalpinx is een deel van de binnenwand van de buikholte bij hogere gewervelden, met name het deel van de brede moederband dat zich uitstrekt van de eierstok tot aan de eileider.

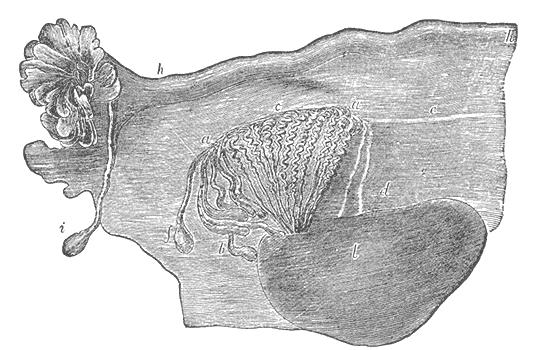
Breed ligament van een volwassene met een epoöforon. (Van Farre, naar Kobelt.) a, a. Epoöforon gevormd uit het bovenste deel van de gang van Wolff. b. Resten van de bovenste kanalen die soms aanhangsels vormen. c. Middelste set kanalen. d. Enkele onderste geatrofieerde kanalen. e. Geatrofieerde resten van de gang van Wolff. f. De gesteelde hydatide van Morgagni (bij de vrouw) of de hydatide van Morgagni (bij de man). h. De eileider, oorspronkelijk de gang van Müller. i. Aanhangsel. l. De eierstok.
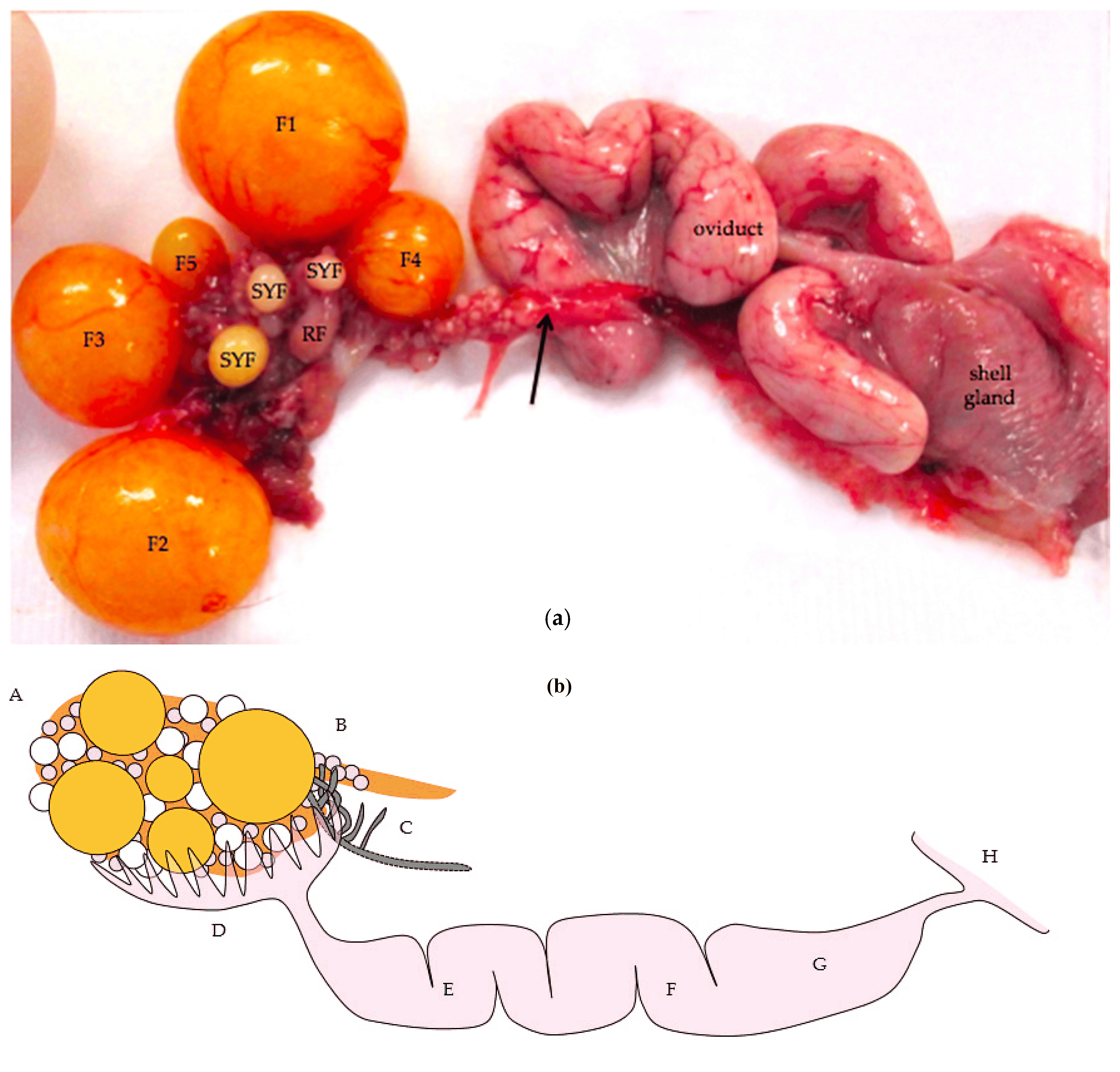
C: Epoöforon bij een kip
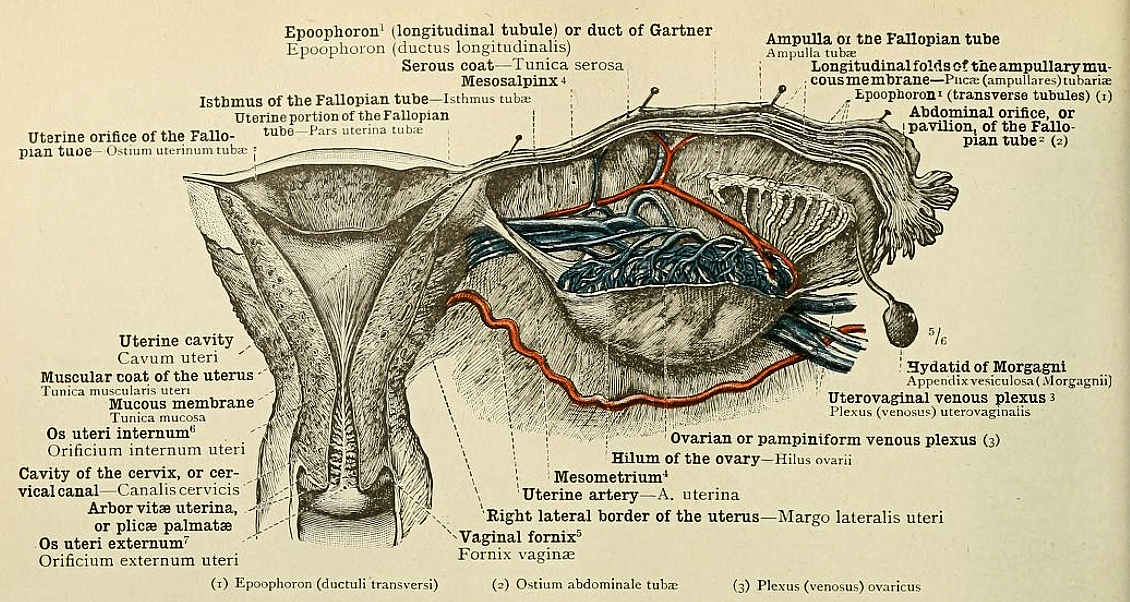
Met epoöforon